# Koh Kradan
Ko Kradan (autres orthographes : Koh Kradan, Ko Kradan, Koh Kadan ou Ko Kadan) (en thaï : เกาะกระดาน) est une île dans la province de Trang, en Thaïlande méridionale. Ko Kradan, décrite par l'Autorité du tourisme de Thaïlande comme l’une des plus belles îles de la province de Trang. Ko Kradan, possède des plages de sable blanc et des eaux transparentes qui permettent de voir clairement le récif corallien. La majeure partie de Ko Kradan est publique, contrôlée par le Parc national de Hat Chao Mai. Le reste est une propriété privée.

## Géographie
Le nom de Ko Kradan dérive de sa forme oblongue. Ko Kradan a une superficie d’environ 600 acres ou 2,4 kilomètres carrés. Cette île est située à environ 10 kilomètres de la côte sud-est de la Thaïlande.

## Plages
- Ko Kradan Beach se trouve à l’est de l’île. C'est une plage d’environ 2 kilomètres de long. De la plage, on peut voir Koh Libong, Koh Whan, Koh Mook et Koh Cherg.
- Ao Niang Beach se trouve au sud de l’île. C'est une plage d'environ 800 mètres de long. De la plage, on peut voir Koh Libong.
- Ao Pai Beach se trouve au nord de l’île. C'est une petite plage d’environ 200 mètres de long sans récif corallien. De la plage, on peut voir Koh Cherg, Koh Whan, et Koh Mook.
- Ao Chong Lom Beach est située à l’ouest de l’île. Cette plage a une longueur d’environ 800 mètres, et est aussi appelée « Sunset Beach » pour son coucher de soleil exceptionnel.

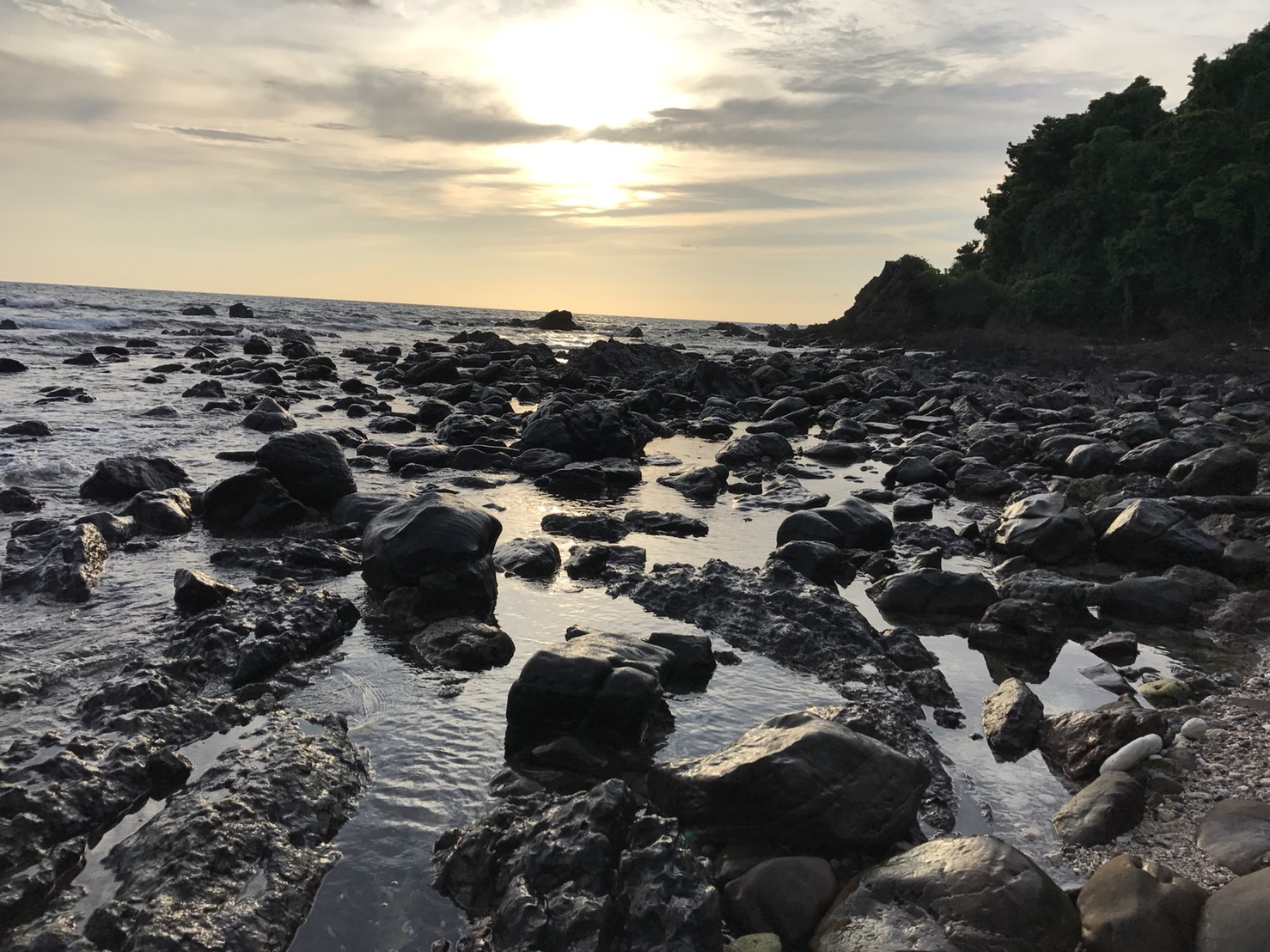
Coucher de soleil à Koh Kradan